# 무죄 추정의 원칙
무죄 추정의 원칙(無罪 推定 -原則, 영어: presumption of innocence)은 피고인 또는 피의자의 유죄가 증명되지 않는 한 무죄로 간주한다는 원칙이다. 대한민국 헌법 제27조 제4항에 명시되어 있다.
유죄의 확정판결 시까지 무죄의 추정을 받으므로 제2심 또는 제2심 판결에서 유죄의 판결이 선고되었다하더라도 확정되기 전까지는 무죄의 추정을 받는다. 유죄판결이란 형 선고 판결뿐만 아니라 형 면제 판결과 선고유예 판결을 포함한다. 그러므로 면소, 공소기각 또는 관할위반 판결은 확정되어도 무죄의 추정이 유지된다.

## 판례

### 원칙 위반 사례
- 수사 및 재판단계에서 유죄가 확정되지 아니한 미결수용자로 하여금 수용시설 밖에서 재소자용 의류를 입게 하는 것은 도주 방지 등 어떠한 이유를 내세우더라도 무죄 추정의 원칙에 위배된다.[2]
- 형사사건으로 공소가 제기되었다는 이유만으로 변호사에 대하여 업무정지명령을 내리거나 공무원에 대하여 직위해제처분을 하도록 한다면 무죄 추정의 원칙에 위배된다.[3]
- 관세법상 몰수할 것으로 인정되는 물품을 압수한 경우에 있어서 범인이 당해관서에 출두하지 아니하거나 또는 범인이 도주하여 그 물품을 압수한 날로부터 4일을 경과한 때에는 당해 물품은 별도의 재판이나 처분없이 국고에 귀속한다고 규정하고 있는 이 사건 법률조항은 재판이나 청문의 절차도 밟지 아니하고 압수한 물건에 대한 피의자의 재산권을 박탈하여 국고귀속시킴으로써 그 실질은 몰수형을 집행한 것과 같은 효과를 발생하게 하는 것이므로 헌법상의 적법절차의 원칙과 무죄 추정의 원칙에 위배된다[4].
- 헌법 제27조 제4항은 “형사피고인은 유죄의 판결이 확정될 때까지는 무죄로 추정된다.”고 선언함으로써, 공소가 제기된 피고인이 비록 1심이나 2심에서 유죄판결을 선고받았더라도 그 유죄판결이 확정되기 전까지는 원칙적으로 죄가 없는 자에 준하여 취급해야 함은 물론, 유죄임을 전제로 하여 해당 피고인에 대하여 유형ㆍ무형의 일체의 불이익을 가하지 못하도록 하고 있다. 그런데 이 사건 법률조항은 ‘금고 이상의 형이 선고되었다.’는 사실 자체에 주민의 신뢰가 훼손되고 자치단체장으로서 직무의 전념성이 해쳐질 것이라는 부정적 의미를 부여한 후, 그러한 판결이 선고되었다는 사실만을 유일한 요건으로 하여, 형이 확정될 때까지의 불확정한 기간 동안 자치단체장으로서의 직무를 정지시키는 불이익을 가하고 있으며, 그와 같이 불이익을 가함에 있어 필요최소한에 그치도록 엄격한 요건을 설정하지도 않았으므로, 무죄 추정의 원칙에 위배된다.[5]
- 판결선고 전 구금일수의 산입을 규정한 형법 제57조 제1항 중 “또는 일부” 부분이 헌법상 무죄 추정의 원칙 및 적법절차의 원칙 등을 위배하여 신체의 자유를 침해한다.[6]

### 원칙 위반하지 않는 사례
변호사가 공소제기되어 그 재판의 결과 등록취소에 이르게 될 가능성이 매우 크고, 그대로 두면 장차 의뢰인이나 공공의 이익을 해칠 구체적인 위험성이 있는 경우 법무부변호사징계위원회의 결정을 거쳐 법무부장관이 업무정지를 명할 수 있도록 한 변호사 법은 무죄 추정의 원칙에 위배되지 않는다.

## 같이 보기
- 당사자주의
- 적법절차
- 귀무 가설
- 진술거부권